# 33-й пограничный отряд войск НКВД
33-й пограничный отряд войск НКВД — соединение пограничных войск НКВД СССР, принимавшее участие в Великой Отечественной войне.

## История
33 пограничный отряд НКВД организован в мае 1935 года из 4-й отдельной Шлиссельбургской комендатуры и дивизиона судов входящих в состав 4-й Финско-Ладожской флотилии. Штаб отряда дислоцировался в Шлиссельбурге. 33-й Морской погранотряд НКВД (Шлиссельбургский) охранял побережье Ладожского озера от реки Авлога до н.п. Погран-Кондуши. Отряд состоял из 3-х пограничных комендатур и 15 морских пограничных постов численностью от 8-20 пограничников в каждом. Охрана границы осуществлялась дозорами и наблюдениями с наблюдательных вышек, кроме того на каждом пограничном посту имелась моторная лодка с подвесным мотором. Дивизион пограничных судов состоял из 6 катеров типа «морской охотник» и двух катеров типа "ПК. В отряде также имелось 4 контрольно пропускных пункта по выпуску судов в ладожское озеро и обратного приема их а также соблюдению режима установленного в пограничной зоне. Участок отряда по побережью озера равнялся 450 км.
Во время войны с Финляндией 1939—1940 отряд принимал участие в боевых операциях пограничными катерами которые имели ряд боевых столкновений с Финскими катерами. Потерь в материальной части и в личном составе не было.
После заключения мирного договора с Финляндией 18 марта 1940 года из состава отряда вышел дивизион пограничных судов и отряду был поручен под охрану новый участок государственной границы от озера Пукалус-Ярви до Виро-Лахтинского залива и далее по Финскому заливу до острова Киннари. Штаб отряда дислоцировался Сяккиярви. В состав отряда входило 3 пограничных комендатуры, 14 пограничных застав, мангруппа, рота связи, комменданский и хозяйственные взвода и другие.
На 22 июня 1941 года отряд, насчитывая 1180 человек личного состава, находился на обороне на участке советской государственной границы в районе Сяккиярви, занимая полосу от Финского залива (включая некоторые острова в заливе) до Выборга
В состав отряда входили 1-я пограничная комендатура в составе 1-й резервной пограничной заставы, 1-й — 4-й пограничных застав, 2-я пограничная комендатура в составе 2-й резервной пограничной заставы, 5-й — 8-й пограничных застав, 3-я пограничная комендатура в составе 3-й резервной пограничной заставы, 9-й — 13-й пограничных застав, манёвренная группа. Входил в состав Управления пограничных войск НКВД Ленинградского пограничного округа. Штаб отряда находился в Сяккиярви.
В составе действующей армии с 22 июня 1941 по 13 августа 1942 года.
В ходе оборонительной операции отряд вступил в боевые действия ещё до начала операции 22 июня 1941 года, когда отбил нападение финских войск (что интересно, официально не вступивших в войну) на заставы 2-й комендатуры отряда в заливе Виролахти и в устье Коскелан-йоки. Затем, утром 24 июня 1941 года пограничные подразделения Финляндии штурмом овладели мостом и разгромили 5-ю заставу отряда. 6-я застава, совместно с частями РККА отрезала финские подразделения на советской территории, при этом в целях деблокады, финские части, силой от батальона до двух перешли в наступление на участке 2-й, 3-й и 4-й застав отряда при поддержке артиллерии. После боя финские подразделения отошли на свою территорию, потери отряда составили 18 убитых и 40 раненых. 29 июня 1941 года финские войска небольшими группами снова повели наступление на Рейникала, но силами отряда были отброшены за границу. Крупномасштабных боевых действий в полосе отряда не происходило до середины августа 1941 года.
В ночь с 15 на 16 августа отряд автотранспортом был направлен в качестве подкрепления для 265-й стрелковой дивизии, которая вела бои под Ряйсяля. Отряд переправился через Вуоксу и по дороге к деревне Ораванкюто, вечером 16 августа был атакован передовыми частями 18-й пехотной дивизии, и в течение трёх дней отряд ведёт тяжёлые бои в окружении. Небольшая часть отряда пограничников смогла вырваться из окружения, и отступала в направлении Вуосалми.
В дальнейшем:
Начальник 33 пограничного отряда майор Смирнов С.И, Попал в плен 22.08.1941. Место пленения Вуокса (Салмивуокса). Находился в лагере № 3, Хюиттинен-Руоколахти-Лахья. Лагерный номер Po-1.Освобождён в 1944 .Репатриирован в СССР. По книге памяти погранвойск считается убитым 20 августа 1941 года и похоронен в деревне Ромашкино в братской могиле.
Начальник штаба 33 пограничного отряда майор Усатов Иван Антонович 1902 г.р. Попал в плен 27.08.1941 Место пленения Ряйсяля, Находился в организационном лагере № 2, Пиексямяки, Наараярви. Лагерный номер Ä-1545. 18 сентября 1941 года был застрелен в расположении лагеря. По книге памяти погранвойск считается убитым 20 августа 1941 года и похоронен в деревне Ромашкино в братской могиле.
военный комиссар 33 пограничного отряда Солдатов Георгий Павлович 1908 г.р. Попал в плен 29.08.1941 в районе Карело-Финская ССР, Карельский перешеек, направление Пелляккяля, находился в организационном лагере № 2, Пиексямяки, Наараярви. Лагерный номер Ä-1587.По книге памяти погранвойск считается убитым 20 августа 1941 года и похоронен в деревне Ромашкино в братской могиле.
В среду 27 августа 1941 года в газете «Красная звезда» № 201 (4956) был опубликован Указ президиума ВС СССР от 26 августа 1941 «О награждении орденами и медалями СССР нач. и рядового состава войск и истребительных батальонов НКВД СССР». В числе награждённых орденами «Красного знамени» (на второй странице) значились
под номером 192 майор Смирнов Степан Иванович.
под номером 193 полковой комиссар Солдатов Георгий Павлович.
под номером 208 майор Усатов Иван Антонович.
В настоящее время на сайте Подвиг народа в размещённом Указе президиума ВС СССР от 26 августа 1941 «О награждении орденами и медалями СССР нач. и рядового состава войск и истребительных батальонов НКВД СССР» данные о награждении Смирнова C, Солдатова Г. и Усатова И. изъяты.
Финским войскам также удалось захватить знамя 33 пограничного отряда НКВД Ленинградского округа и знамя 4-го Шлиссельбургского пограничного отряда.
В конце августа 1941 года в районе Сестрорецка отряд вошёл в сводный отряд пограничников, некоторая часть отряда пополнила 1-ю стрелковую дивизию НКВД.
21 сентября 1941 года сводный отряд пограничников стал отдельной стрелковой бригадой пограничных войск НКВД, где 33-й пограничный отряд был составной частью бригады.
На 30 сентября 1941 года одна рота 33 пограничного отряда в составе сводного батальона (сформированного из двух рот 3-го и одной роты 102-го погранотрядов) отдельной пограничной бригады располагалась в нп. Осельки.
13 августа 1942 года в составе отдельной стрелковой бригады пограничных войск НКВД отряд передан в РККА
Согласно Краткой боевой истории 3 осб 27 осбр «В 1941 начальником отряда был майор Жуков ?, НШ майор Усатов, ВК батальоный комиссар Солдатов, последние в августе 1941 будучи в окружении в районе д. Оравенкютте за рекой Вукса пропали без вести»…
20 сентября 1941 остатки отряда выведены в резерв. В дальнейшем на формирование 3 -го отдельного стрелкового батальона 27 отдельной стрелковой бригады.

## Командиры
- Краснов Капитон Евлампиевич капитан с 1938—1939 (назначен на должность нач.3 от. УНКВД Ленинград)
- Врид Жуков Иван Николаевич майор ? --07.03.1941 (назначен на должность Нач. 7 ПОГО)
- Смирнов Степан Иванович, майор, с марта 1941 по 22.08.1941
- Фокин, Андрей Петрович, майор с 20.08.1941

## Память
- Обелиск на месте боёв отряда и братская могила в Ленинградской области